# Michelin Green X Challenge
Le Michelin Green X Challenge est une compétition créée en 2009 par l'Automobile Club de l'Ouest (ACO) en partenariat avec Michelin dont l'objectif est de parcourir le plus de distance possible tout en consommant le moins de carburant possible. Le concurrent obtenant le meilleur rapport remporte le classement. 

## Présentation
En 2007, le manufacturier Michelin et l'ACO créent le Michelin Energy Endurance Challenge. Le Michelin Green X Challenge est créé en 2009. Le Michelin Green X Challenge est également adopté en American Le Mans Series ainsi qu'aux 24 Heures du Mans,.

## Histoire
En 2010, l'écurie Oak Racing, qui engage une Pescarolo 01 en catégorie LMP2, remporte le classement dans le championnat Le Mans Series. En 2011, la Peugeot 908 no 8 remporte le classement à l'issue des 6 Heures d'Imola.